# Office des signaux
L'office des signaux est un bureau de contrôle maritime situé à Batiscan, dans la municipalité régionale de comté des Chenaux, région de la Mauricie, au Québec. Il est l'un des 44 offices de signaux opérés de 1907 à 1967 le long du fleuve Saint-Laurent de Montréal à Halifax pour rendre sécuritaire la navigation sur ce fleuve, le jour et la nuit. L'Office des signaux de Batiscan est la seule à avoir été conservée.

## Historique
L'établissement des bureaux de signalisation est une initiative du gouvernement Laurier en 1907, comme le rapporte le journal de l'Union des Cantons de l'Est du 25 octobre 1907: « Le gouvernement Laurier qui ne néglige rien pour rendre la navigation du fleuve aussi sûre que possible, le jour et la nuit, vient d'établir des bureaux de signalement, à divers endroits entre Montréal et Québec, de sorte que lorsque les navires quittent ces ports, ils sont signalés […] jusqu'à Québec en descendant et jusqu'à Montréal en montant. Avec ce nouveau système, les agents des Compagnies de navigation suivent constamment la marche des navires et si le moindre accident arrive, ils sont de suite informés. »
De 1907 jusque vers 1945, celui de Batiscan était situé d'abord à la Pointe-Citrouille près de la rivière Champlain. Vers 1945, il a été déménagé sur son site actuel, au deuxième étage du hangar maritime situé sur le quai de Batiscan. Il a été en opération jusqu'à 1967, et fut remplacé par des moyens de communication plus modernes.
Il a été cité comme immeuble patrimonial par la municipalité de Batiscan le 6 juin 2011.

## Rôles
Les bureaux de signalisation, communément désignés par l'expression « offices des signaux », étaient les gardiens du fleuve. Ils devaient identifier tous les bateaux qui passaient en face sur le fleuve, noter quotidiennement le nom des bateaux, montant et descendant le fleuve, leur nationalité, l’heure et la date de leur passage, prendre quotidiennement la hauteur et l'heure des marées, et surveiller la présence de sous-marins ennemis potentiels.

## Mise en tourisme
L'Office des signaux de Batiscan est ouvert aux touristes depuis 2001. La Société historique de Batiscan et la Corporation touristique de Batiscan y ont aménagé un centre d'interprétation sur l'histoire de ce bureau de signalement et sur le métier peu connu d'officier. L'Office accueille 2000 visiteurs chaque année. Au rez-de-chaussée du hangar maritime, la corporation y opère un bureau d'accueil touristique et la boutique Hang'Art, une boutique de produits régionaux. Des investissements majeurs seront faits en 2009-2010 pour mettre en valeur les communications maritimes, telles que les drapeaux de sémaphore, les signes visuels et la télégraphie.